# 不確定參數 U
不確定參數 U是為了量化軌道攝動的值，以簡明的方式解出小行星軌道的不確定性，由小行星中心 (MPC) 引入的新參數。這是範圍從0-9的一個整數；其中，0表示很小的不確定性，9是極大的不確定性。在實務上，U的值很少會大於6。
噴射推進實驗室小天體資料庫的瀏覽器會列出MPC的"不確定參數 U"，作為 "條件碼"。
這種不確定性與幾種始用在軌道上的參數有關，包括觀測 (測量) 的數量、這些觀測間的時間間隔 (資料弧)、觀測的品質 (像是雷達還是光學) 和觀測站間的幾何關係。一般來說，這些参數中，以觀測所跨越的時間對軌道的不確定參數影響最大。
像是1995 SN55的條件碼 (不確定參數 U) 是E，被認為是失蹤。2004 BX159只有很短的3天的觀測，因此不確定參數 U是9，九有很大的不確定範圍，累積的彈著範圍達到21億分之一。1994 WR12的不確定參數 U是8，要到2044年11月他從距離地球0.03－0.19天文單位的某處通過時，才有好的觀察機會。